# Apple Pencil Pro
L'Apple Pencil Pro est un stylet sans fil conçu et développé par Apple pour être utilisé avec les tablettes iPad prises en charge,.
L’Apple Pencil Pro a été annoncé aux côtés de l’iPad Pro (7e génération) et de l’iPad Air 6 le 7 mai 2024. Il se connecte et communique sans fil via Bluetooth,. Le 15 octobre 2024, Apple a présenté l’iPad mini 7, compatible avec l’Apple Pencil Pro. Ce dernier est actuellement uniquement compatible avec ces iPad et ne fonctionne avec aucun autre modèle.
Apple promeut l'Apple Pencil Pro comme une mise à niveau de l'Apple Pencil d'origine. La configuration système requise pour l'Apple Pencil Pro est iPadOS 17.5 ou une version ultérieure.
L'Apple Pencil Pro est doté de fonctionnalités telles que la faible latence, la précision au pixel près, le double tap, la sensibilité à la pression et le survol de l'Apple Pencil,.